# Bergbarte

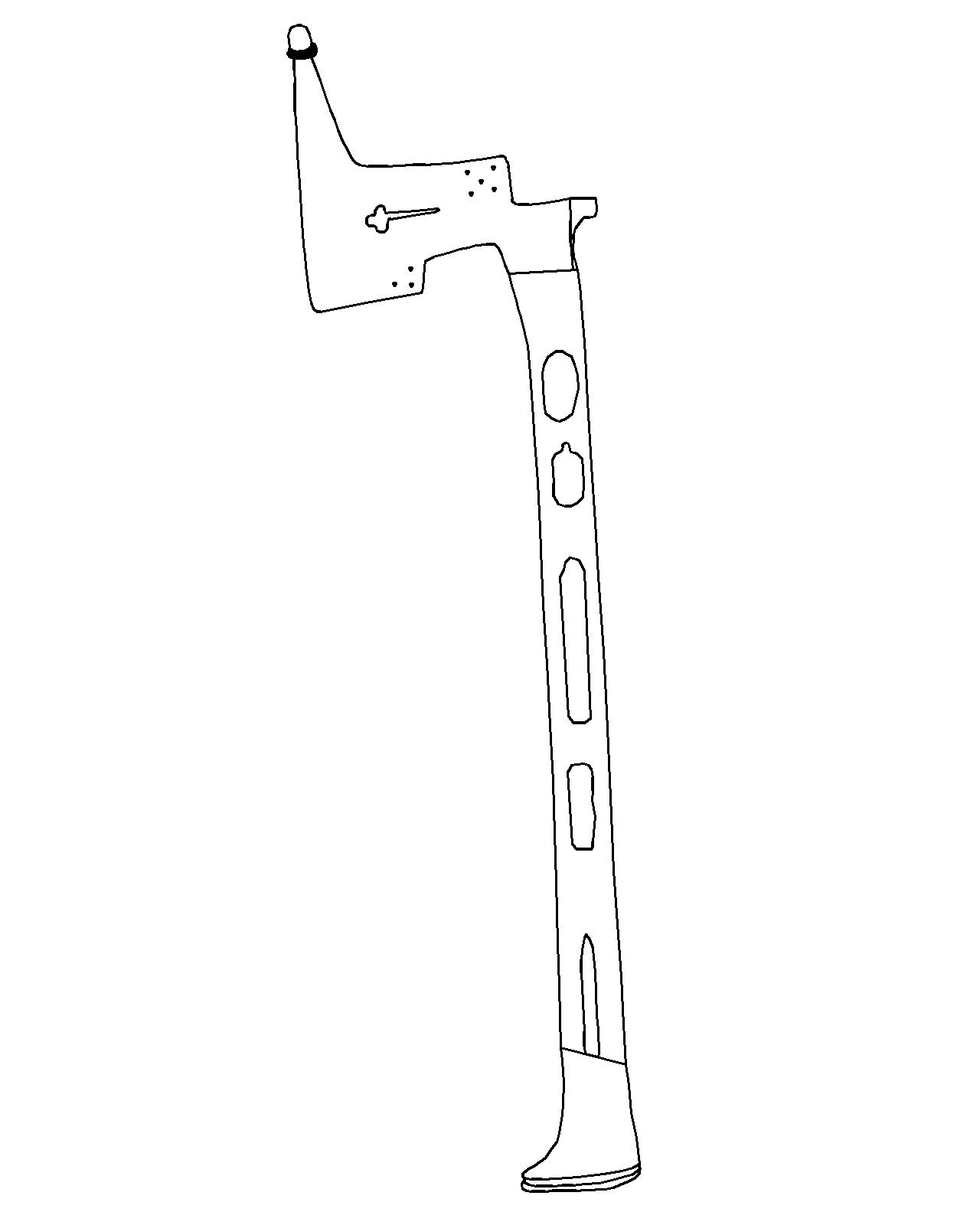
Bergbarte

Eine Bergbarte oder kurz Barte ist eine Axt mit einer langen Spitze und einem relativ langen Stiel. Sie gehört zum Berghabit und wird von den Bergleuten bei einer Bergparade geschultert getragen.

„Die Bergbarte, plur. die -n, ein kleines Beil, oben mit einer langen Spitze, und unten mit einem langen Helme, welches die Bergleute zur Zierde tragen.“

## Etymologie
Barte oder Parte ist eine mittelalterliche Bezeichnung für ein (breites) Beil. Der Wortstamm ist in Zusammensetzungen wie Hellebarde erhalten. Adelung verweist darauf, dass in Thüringen jedes Beil eine Barte genannt wird und leitet den Namen von bartan, bardan („schlagen“, „hauen“) her.

## Geschichte
Die genaue Entstehung der Bergbarte ist bis heute nicht ganz eindeutig geklärt. Etwa um 1600 lassen sich die vorher verwendeten Grubenbeile bei den erzgebirgischen Bergleuten nicht mehr nachweisen. Hierfür taucht als Gezähe des Zimmerlings der Kaukamm auf. Andererseits sind seit dem 16. Jahrhundert Bergbarten mit nach oben gezogener Spitze festzustellen, deren Blätter aus dünnem Stahl bestehen. Wie beim Grubenbeil sind meist Schlüssellochdurchbrüche vorhanden. Die früheste Darstellung einer Bergbarte zeigt eine Schnitzerei am Knappschaftsgestühl des Freiberger Domes (um 1520), wobei vermutet wird, dass ein ursprünglich der Figur beigegebenes Grubenbeil später ausgetauscht wurde. Die nächsten Darstellungen von Bergbarten finde sich erst im späten 16. Jahrhundert, auch Agricola erwähnt diese nicht.
Als früheste sichere Darstellung einer Bergbarte gelten die Ausbeutezettel des Freiberger Reviers von 1573, welche die Axtköpfe noch nicht in einer stark langgezogen ausgeprägten Form darstellen. Auch das nach 1588 entstandene Gemälde des Berghauptmanns Lorenz von Schönberg zeigt eine solche Bergbarte. In anderen Revieren treten Nachweise der Bergbarten erst später auf als in Freiberg, vornehmlich im 17. und 18. Jahrhundert.

## Beschreibung
Die Bergbarte ist im Gegensatz zum Grubenbeil weniger ein Werkzeug als eine von der Streitaxt abgeleitete Waffe. Die mittelalterlichen Bergleute genossen neben anderen Privilegien das Recht, Waffen zu tragen. Als Paradewaffe dient die Bergbarte noch immer.
Die Bergbarte besteht aus dem Blatt und dem Helm. Das Blatt, welches nach vorn in eine Spitze ausläuft, weist einen oder mehrere Durchbrüche auf. Die Spitze wird normalerweise nicht offen getragen, sondern mit einer bleiernen Eichel geschützt. Auf der Oberseite des Auges trägt die Bergbarte einen kleinen, meist quadratischen Amboss. Der Helm ist in der Regel oval, wird aus Hart- oder Obstholz gefertigt und häufig mit Einlagen verziert. Diese bestehen aus Horn, früher auch aus Elfenbein und stellen Szenen und Sprüche des Bergmannslebens dar. Das Ende des Helms ist nach unten geschwungen, hinten abgeschrägt und mit einer Bodenplatte versehen.

### Zier
Auf dem Blatt sind häufig Ziselierungen angebracht, wie etwa der Name des Eigentümers oder Ornamente. Die Verzierungen des Helms bestehen aus unterschiedlich geformten Metallbeschlägen, Hirschhorn- und Elfenbeineinlagen oder Reliefs, die Bilder, Ritzzeichnungen oder Verse darstellen.

### Nachbauten

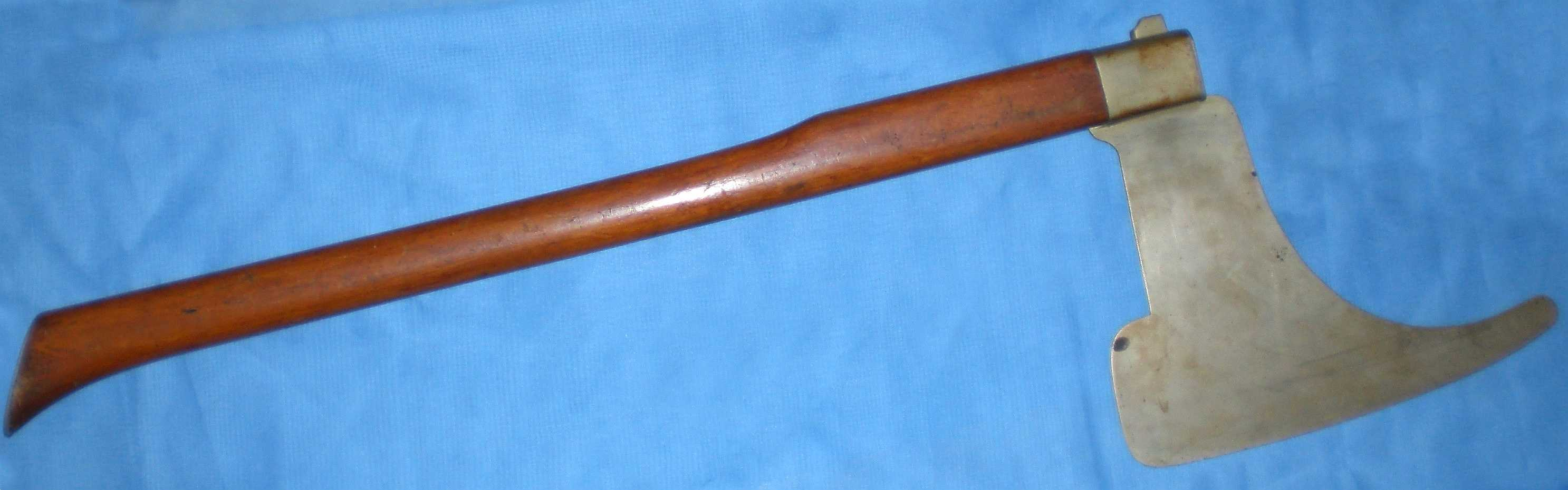
Schlicht gehaltene Nachbildung, ca. 1920

„Aus alten Unterlagen“ gehe hervor, dass früher nicht jeder Bergmann eine Barte trug und dass deshalb billige Repliken angefertigt wurden, um „die Geschlossenheit des Bildes zu wahren.“ Diese waren äußerlich nicht von den echten Barten zu unterscheiden, besonders im dämmerigen Licht eines nächtlichen Bergaufzuges. Auch diese Bergbarten hatten die typischen kleeblattförmigen Durchbrüche im Blatt, welche auf den „Tryfosd“ (ein germanisches Symbol) zurückgehen sollen. Modernere Ausführungen der Paradebarten verzichten zum Teil auf die Verzierungen und kommen ohne Durchbrüche, Einlegearbeiten und die Eichel daher, stattdessen läuft das Blatt in einer stumpfen Rundung aus. Das Blatt besteht meist aus Messing, seltener aus Neusilber.

## Verwendung
Ob die Bergbarte in früheren Zeiten tatsächlich als Waffe getragen und eingesetzt wurde, ist nicht verlässlich belegt. Allerspätestens seit der Neuordnung des Berghabits durch Herder wird die Bergbarte nur noch als Paradewaffe durch die Häuer geführt. Bei Bergaufzügen und -paraden wird sie über der rechten Schulter getragen.